# Kloster Reichenbach am Regen

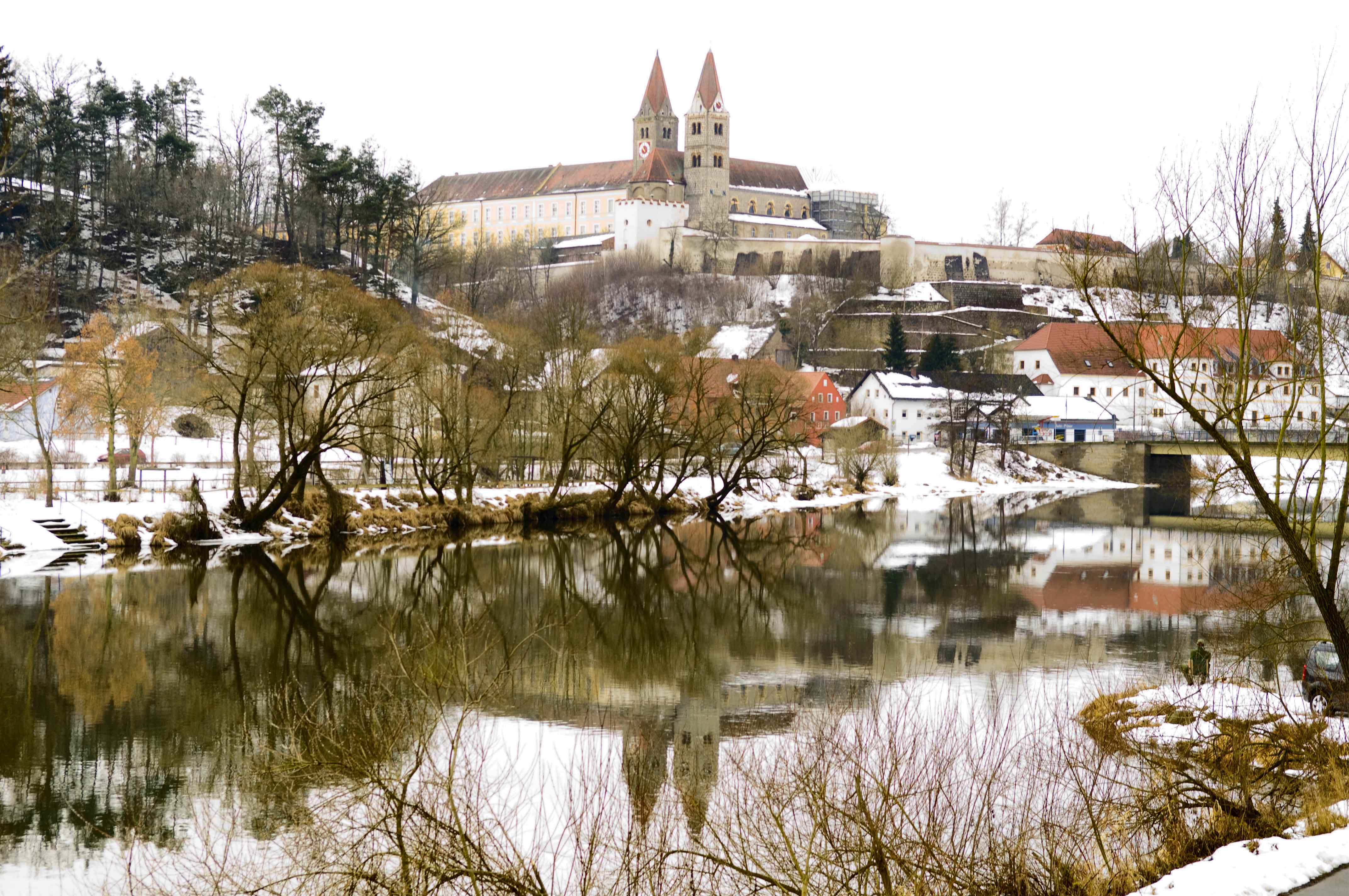
Blick auf das Kloster Reichenbach

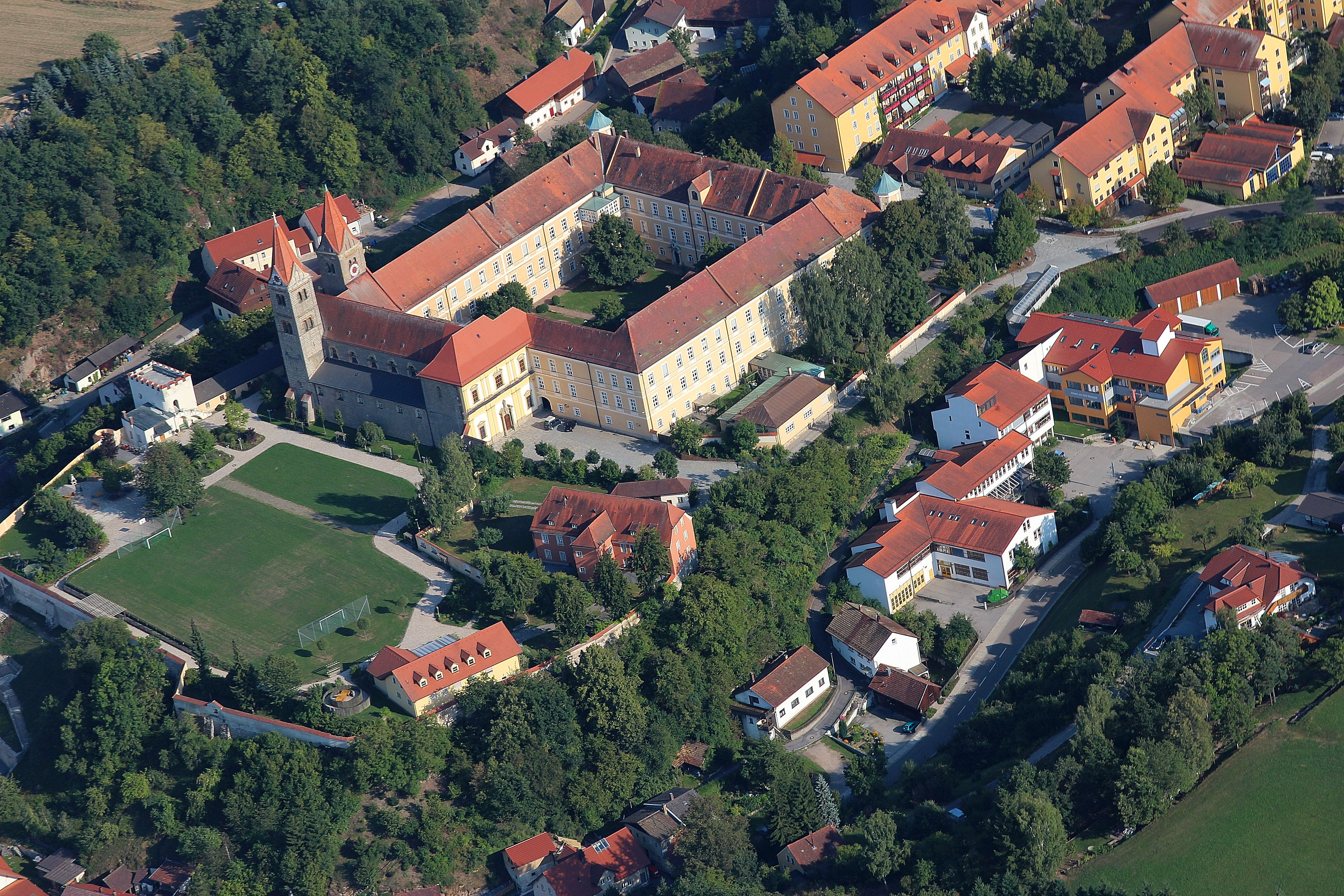
Kloster Reichenbach (2013)

Das Kloster Reichenbach am Regen ist ein Kloster der Barmherzigen Brüder vom heiligen Johannes von Gott in der Gemeinde Reichenbach im Landkreis Cham in Bayern in der Diözese Regensburg.
Im Jahr 1118 gründeten Benediktiner hier ein Kloster, das 1803 säkularisiert und 1890 durch die Barmherzigen Brüder erworben und bezogen wurde. Sie richteten Ende des 19. Jahrhunderts eine Heil- und Pflegeanstalt für geistig und körperlich Behinderte ein – heute ergänzt durch die Fachschulen für Heilerziehungspflege Reichenbach und Tegernheim.

## Geschichte der ehemaligen Benediktinerabtei

### Klostergründung
Das Mariä Himmelfahrt geweihte Kloster der Benediktiner wurde 1118 von Markgraf Diepold III. von Vohburg und seiner Mutter Liutgard, Tochter des Herzogs Berthold I. von Zähringen, der Gemahlin von Diepold II. von Vohburg gegründet. Liutgard sorgte für die Besiedlung mit Benediktinermönchen aus dem Kloster Kastl bei Amberg. Reichenbach erlebte in den ersten Jahrzehnten seines Bestehens eine frühe Blüte. Schon 1135 konnte die Kirche durch Bischof Heinrich I. von Regensburg geweiht werden. 1146 starb der Stifter Markgraf Diepold und wurde in der Klosterkirche bestattet. Ein Jahr nach seinem Tod heiratete seine Tochter Adela den späteren Kaiser Friedrich I. Barbarossa. Der Brand des Klosters 1181 brachte einen Rückschlag, doch der Wiederaufbau gelang sehr rasch. Die Bestätigungen der Schutzbriefe durch Papst Lucius III. und Kaiser Friedrich I. Barbarossa im Jahre 1182 bestärkten die Rechtsstellung des Klosters von neuem.

### 13. und 14. Jahrhundert
Nachdem die Wittelsbacher 1204 die Vogtei übernommen hatten, verlor Reichenbach seine regionale Bedeutung. Es sank zu einem Landkloster herab. Im 14. Jahrhundert vollzog sich eine Wende zum Besseren. Unter Abt Friedrich II. Heinrichsreutter (1320–1346) herrschte wieder eine ausgezeichnete Klosterdisziplin. Dieser Abt war Beichtvater von Kaiser Ludwig IV. und wurde von diesem mit der Gründung des Klosters Ettal betraut.

### Gotische Bauphase und Kastler Reform
1394 wurde Johannes Strolenfelser, ein Mitglied des Kastler Konvents, als Reformabt eingesetzt und Reichenbach in der Folgezeit ein Reformzentrum. Nach Einführung der Kastler Reform leisteten die Äbte auf baulichem und wissenschaftlichem Gebiet Bedeutendes. Anfang des 15. Jahrhunderts wurde das Kloster weitgehend neu im gotischen Stil erbaut und es wurden Befestigungsanlagen errichtet. Diese verhinderten 1428 und 1433 die Eroberung durch die Hussiten. Bis zum Ende des 15. Jahrhunderts wurden die Wissenschaften, vor allem Mathematik und Astronomie besonders gefördert. Der astronomische Turm nordöstlich der Klosterkirche ist ein sichtbarer Überrest dieser Bestrebungen. Es wurden auch Theologie und die Geisteswissenschaften gepflegt; die Bibliothek umfasste damals über 1000 Bände.

### Klosteraufhebung und Wiederentstehung
1556 erfolgte die erste Aufhebung des Klosters, nachdem Kurfürst Ottheinrich in der gesamten Kurpfalz die Reformation eingeführt hatte. Der letzte Abt Michael Katzberg verblieb als Administrator des Klosterbesitzes in Reichenbach, trat zum lutherischen Glauben über und heiratete. Die Bilderstürmer vernichteten um 1570 viele Kunstwerke.
Nachdem Maximilian von Bayern 1621 die Oberpfalz im Auftrag des katholischen Kaisers erobert hatte, erfolgte in Reichenbach die Rekatholisierung. 1632 hatten dort Jesuiten eine Seelsorgestation eingerichtet; sie erhielten zwei Drittel der Einnahmen aus dem Klosterbesitz, das restliche Drittel teilte sich die Bischöfe von Regensburg, Eichstätt und Amberg. 1633 und 1641 besetzen Schweden das Kloster und mit ihnen kehrte kurzfristig der Protestantismus zurück. 1661 zogen die Benediktiner wieder ein, allerdings noch unter kurfürstlich-bayerischer Administration und ab 1669 unter der Verwaltung von Kloster Sankt Emmeram in Regensburg.

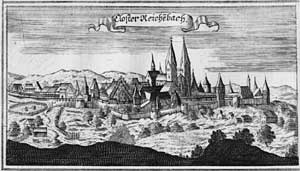
Stich des Klosters aus dem „Churbaierischen Atlas“ des Anton Wilhelm Ertl 1687

### Barocke Bauphase
Ab 1695 war das Kloster wieder eine selbständige Abtei. Das Kloster St. Emmeram musste eine Ablösesumme von 8.000 Gulden an die drei Bistümer leisten, damit diese auf ihre Einkommen verzichteten. In dieser zweiten benediktinischen Epoche wurden die Klostergebäude anstelle des mittelalterlichen Konventbaus von Grund auf neu erbaut und die Kirche im spätbarocken Stil umgestaltet. In der zweiten Hälfte des 18. Jahrhunderts entfalteten die Reichenbacher Benediktiner eine rege wissenschaftliche und literarische Tätigkeit.

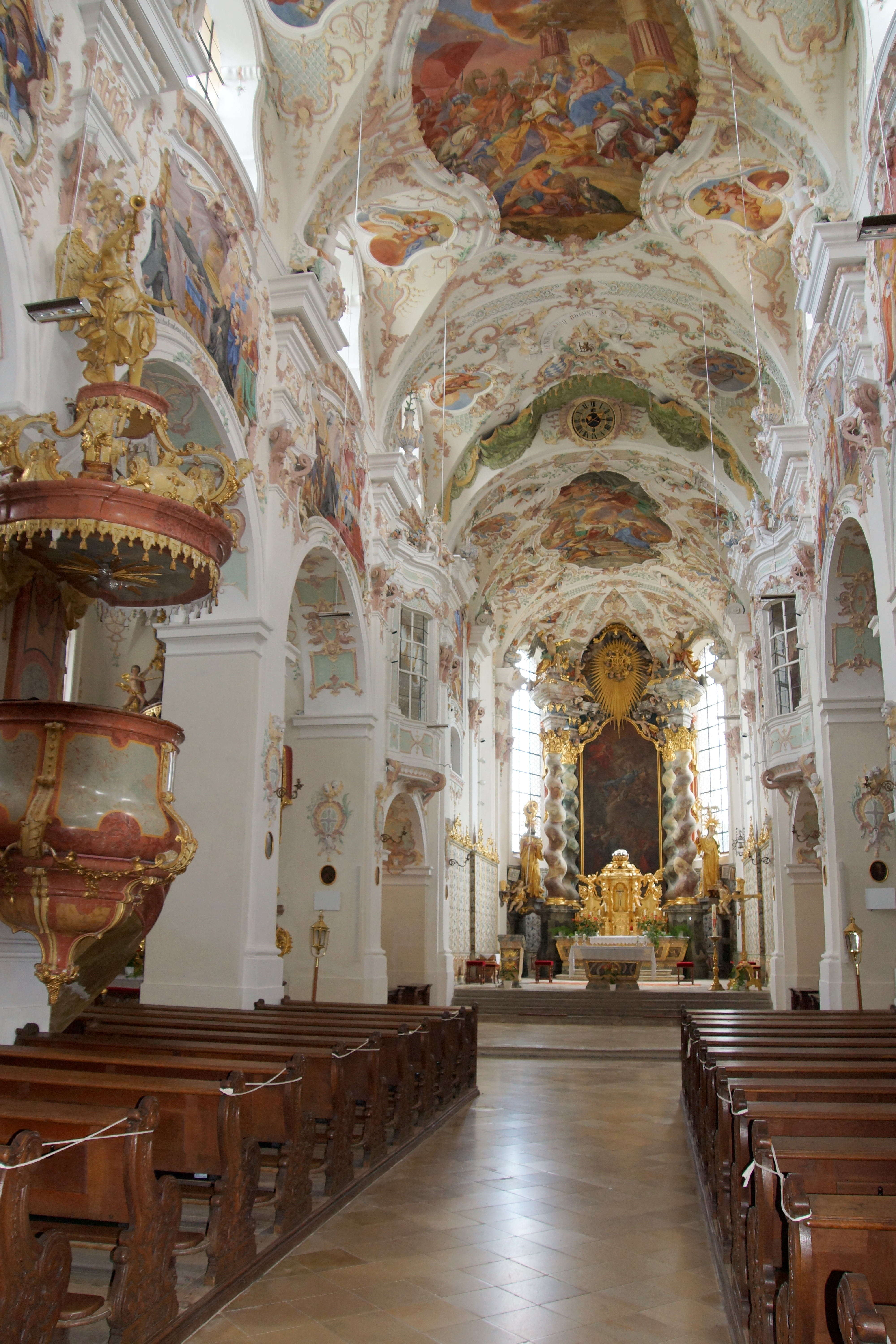
Klosterkirche

### Säkularisation und versuchter benediktinischer Neuanfang
Diese Tätigkeiten endeten mit der zweiten Auflösung des Klosters, die 1803 im Zuge der Säkularisation in Bayern erfolgte. Die Kirche ist seitdem eine Filialkirche der Pfarrei Walderbach. Das Klostergut wurde Staatseigentum. 1820 wurden die Gebäude versteigert. Die Klostergebäude fanden unterschiedliche Verwendungen, unter anderem gründete Heinrich Waffler 1841 eine Steingutfabrik, die er bis 1863 betrieb.
Am Ende des 19. Jahrhunderts kehrte nochmals für wenige Jahre benediktinisches Leben ins Kloster Reichenbach zurück: 1883 erwarb der Kunstreferent des Bistums Regensburg Domvikar Georg Dengler das Kloster und überließ es Pater Andreas Amrhein aus der Benediktinerabtei Beuron, der mit dem Aufbau einer benediktinischen Missionsgemeinschaft begann (die spätere Benediktinerkongregation von St. Ottilien); doch bereits 1887 verließ die Gemeinschaft Kloster Reichenbach und gründete bei Emming nahe dem Ammersee das Kloster Sankt Ottilien. 1888 fiel das Kloster wieder an Georg Dengler und 1890 kam es an die Barmherzigen Brüder, die 1891 eine Pflegeanstalt für Menschen mit Behinderungen gründeten.

### Liste der Benediktineräbte von Reichenbach

#### Von der Gründung bis zur Reformation
- Witigo, 1118–1119, kam mit den ersten Mönchen aus dem Kloster Kastl
- Erchenger, 1119–1176, Weihe der ersten Klosterkirche 1135
- Reginboto, 1176–1183
- Heinrich I., 1183
- Heinrich II., 1183–1211
- Albert I., 1212–1224
- Waltmann, 1224–1228
- Heinrich III., 1228–1236
- Konrad I., 1236–1239
- Albero II, 1239–1252
- Friedrich I., 1252, aus Kloster Prüfening
- Heinrich IV., 1252
- Konrad II., Schoenhaintz, 1252
- Dietrich von Runding, 1252/53–1264
- Heinrich V. Katzl, 1264–1267
- Eberhard, 1267–1270
- Wernher I., 1270–1271
- Wernher II., 1271–1293
- Gerung von Burchersdorf, 1293–1295
- Heinrich VI., 1295–1301
- Hermann, 1301–1303
- Otto I. Bertholdshofer, 1303–1319
- Friedrich II. Heinrichsreuther, 1320–1346, zum Visitator aller Klöster im Bistum Regensburg bestellt; angeblich von Kaiser Ludwig dem Bayern mit der Besiedlung des neu gegründeten Kloster Ettal betraut
- Heinrich VII. Hoheimer, 1348–1356
- Konrad III. Perchtholtzhofer, 1356–1388
- Konrad IV. Ratzenhofer, 1388–1394
- Johannes I. Strelnvelser, 1394–1417, aus dem Kloster Kastl; machte Kloster Reichenbach zu einem Zentrum der Kastler Reform; Neugestaltung der Klosterkirche (Teile des gotischen Chorgestühls von 1416 im Mönchschor erhalten)
- Lazarus Krazel, 1417–1418
- Thyemo von Stein, 1418–1431, gotischer Neubau und Befestigung des Klosters gegen die Hussiten
- Engelhard von Murach, 1431–1436
- Johannes II. von Falkenstein, 1436–1461
- Georg Dorner, 1461–1473
- Konrad V. Huber, 1473–1480
- Petrus I. Münzer, 1480–1509
- Leonhard, 1509–1514 (abgesetzt)
- Friedrich IV. Brentel, 1514–1517 (resigniert)
- Otto II. Schwarz, 1517–1536
- Stephan Treutlinger, 1536–1543; als der Abt, den man der Unterschlagung verdächtigte, das Kloster fluchtartig verließ, führte der Prior Simon Cholner die Amtsgeschäfte weiter; 1547 resignierte Abt Stephan freiwillig; er starb im Kloster Prüfening
- Michael Kazbeck, 1548–1556, letzter Abt vor der Aufhebung infolge der Reformation; heiratete und wurde erster Verwalter des Klosterbesitzes; befreundet mit den Humanisten Caspar Bruschius und Matthias Flacius

#### Von der Wiedergründung bis zur Säkularisation
- Odilo Mayrhofer, 1695–1698, aus Kloster Sankt Emmeram, erster Abt nach der Wiedererrichtung des Klosters, Beginn der barocken Erneuerung der Kirche und der Klosterbauten
- Bonaventura Oberhuber, 1698–1735, aus Kloster Tegernsee; seit 1695 Abt des Klosters Ensdorf, dem er nach der Wahl zum Abt von Reichenbach bis 1715 als Administrator weiter vorstand; 1691–1702 Generalprokurator der Bayerischen Benediktinerkongregation in Rom; konnte deshalb erst nach seiner Rückkehr aus Rom offiziell Besitz von der Abtei ergreifen
- Johannes Evangelist III. Miller, 1735
- Petrus II. Besel (Pesl), 1735–1738
- Placidus Goeschl, 1738–1745, Beginn der Neugestaltung der Klosterkirche im Stil des Rokoko 1742
- Jakob Deimer, 1745–1752, Fertigstellung der Neugestaltung der Klosterkirche 1747
- Gregor Haimerl, 1752–1773, außerordentlicher Visitator der Bayerischen Benediktinerkongregation 1759, 1761 und 1768
- Augustin Meindl, 1773–1801
- Marian Neumiller, 1801–1803, letzter Abt von Reichenbach; blieb zunächst mit einigen Konventualen im Kloster zurück; zog dann nach Amberg, wo er 1832 starb

## Baubeschreibung und Baugeschichte der Benediktinerabteikirche

### Allgemeines
Die romanische Basilika, die aus einem Langhaus, zwei Seitenschiffen und zwei Türmen besteht, verweist auf die Hirsauer Bauschule. Die ursprünglichen drei Apsiden im Osten wurden 1300 durch einen gotischen Chor ersetzt. Dem romanischen Westwerk wurde 1716 eine barocke Fassade vorgebaut. Der Chor (um 1300), die eingewölbten Seitenschiffe (15. Jahrhundert) und die erhöhten Kirchtürme sind in die Gotik einzuordnen.

### Ausstattung
Aus der Romanik ist außer den beiden Türklopfern am Außenportal nichts mehr erhalten. Gotisch sind das Stiftergrabmal (1304) des Markgrafen Diepold III., die Grabmäler seiner Mutter Luitgard und weiterer Familienmitglieder. Am ersten Pfeiler des südlichen Landhauses befindet sich eine gotische Madonna mit Kind (ca. 1420), ein Werk des Weichen Stils. Der berühmte Thronende Christus, ein bedeutendes romanisches Bildwerk Bayerns, befindet sich im Bayerischen Nationalmuseum in München.

#### Fresken
Die Deckenfresken reichen jeweils über zwei Jochen und sind von vier Medaillons in den Stichkappen umgeben. Alle Arbeiten sind in die Zeit zwischen dem 17. und 18. Jahrhundert einzuordnen. Gezeigt werden König David, die Anbetung der Hirten und die Anbetung der Könige. Zwei Kuriositäten befinden sich im mittleren Deckengemälde. Ein Vorderbein eines Pferdes ist im Stuck plastisch herausgearbeitet und einem Hund kann man von allen Seiten in die Augen schauen.

#### Stuck
Der Reichenbacher Stuck beeindruckt durch Formenreichtum und fein abgestimmte Farbigkeit. Er besteht aus Bandelwerk mit C-Bögen, Ranken mit grünen Blattwerk, Muschelwerk, Blütengirlanden und Gitterstuck. Die Kreuzgratgewölbe der Seitenschiffe sind gleichwertig dekoriert wie die Vorhalle. Die Stuckarbeiten werden Jakob Appiania (1687–1742) zugeschrieben.

#### Hochaltar
Der barocke Hochaltar Mariä Himmelfahrt wird Otto Gebhard zugeschrieben. Links vom Tabernakel steht der heilige Benedikt und rechts die heilige Scholastika.

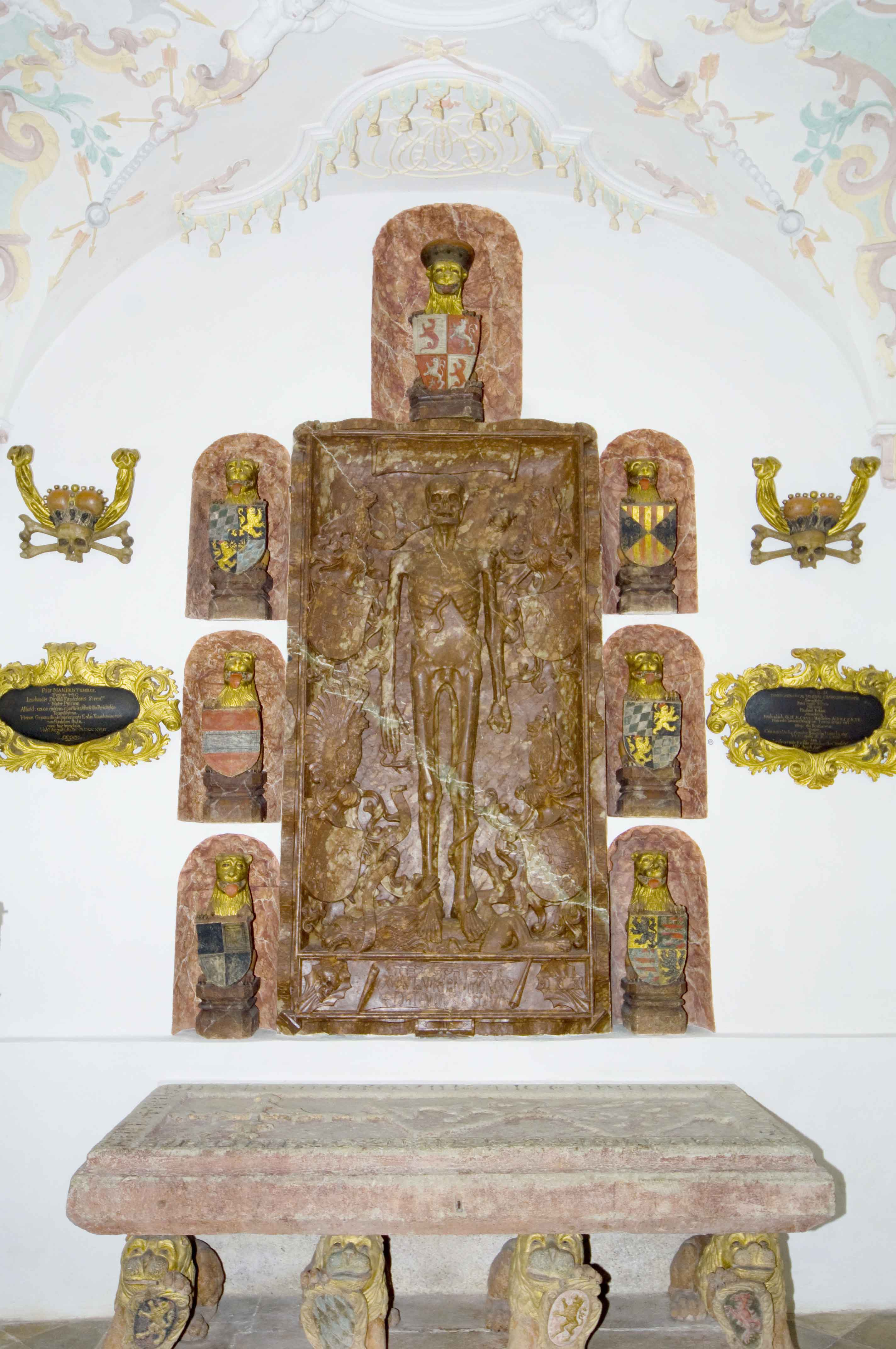
Epitaph für Prinz Johann von Pfalz-Mosbach in der Grabkapelle, davor liegend die Grabplatte des Klosterstifters Diepold III. von Vohburg

#### Seitenaltäre
Der Marienaltar und der Kreuzaltar sind ähnlich. Die gedrehten Säulen verweisen auf den Hochaltar. Die spätgotische Marienstatue hat den Ikonoklasmus überstanden und wird noch als Gnadenbild verehrt. Der schwarze Kruzifixus ist in seiner Art einzigartig und ein Ebenholzwerk des 17. Jahrhunderts.

#### Nebenaltäre
Im südlichen Seitenschiff befindet sich der mit klassizistischer Ornamentik verzierte Sebastian-Altar (1716/18). Gegenüber, im nördlichen Seitenschiff, befindet sich der Heilige-Sippe-Altar, der in der Gestaltung auf den Sebastian-Altar verweist. Ebenfalls im südlichen Seitenschiff steht der in der Rokokozeit gefertigte Benedikt-Altar (18. Jahrhundert). Sein Pendant ist der Schutzengel-Altar im nördlichen Seitenschiff.

#### Chorgestühl
Siehe: Chorgestühl (Klosterkirche Reichenbach)

#### Grabkapelle
Von historischen Wert ist die vorne links im Kirchenschiff befindliche Grabkapelle, in der acht Mitglieder der Adelsfamilie der Diepoldinger ruhen. Um ein marmorneres Epitaph finden sich deren Wappen und oben auf das Stammwappen der Diepoldinger-Rapotonen. Davor liegt die Grabplatte des Klosterstifters Diepold III. von Vohburg.

#### Wittelsbacher-Epitaphe
In der Grabkapelle existiert ein Epitaph mit einer skelettierten Memento-mori-Darstellung für den auf einer Pilgerreise in Jerusalem umgekommenen Domherrn, Prinz Johann von Pfalz-Mosbach (1443–1486), einen Enkel des deutschen Königs Ruprecht I.

## Orden der Barmherzigen Brüder in Reichenbach
Der Orden der Barmherzigen Brüder erwarb 1890 die Gebäude, bezog sie als Konvent und begann im Frühjahr 1891 mit der Aufnahme und Betreuung von Menschen mit geistiger Behinderung. 1972 gründeten sie die Fachschule für Heilerziehungspflegehilfe, die heutigen Fachschulen für Heilerziehungspflege Reichenbach und Tegernheim (Filiale in Tegernheim seit 2014).
Die Klosterkirche Maria Himmelfahrt wird seelsorgerisch durch die Pfarrei Walderbach betreut, der sie als Filialkirche zugehört.

## Prioren der Barmherzigen Brüder in Reichenbach
- 1891 Frater Paulus Schmid (Veranstaltungssaal nach ihm benannt)
- 1899 Frater Johannes Förch
- 1900 Frater Paulus Schmid
- 1905 Frater Edmund Fuchs
- 1908 Frater Eberhard Forstner
- 1914 Frater Eucherius Drexel
- 1925 Frater Sympert Fleischmann
- 1928 Frater Gallikan Holzschuh
- 1931 Frater Edmund Fuchs
- 1946 Frater Alexander Mittermeier
- 1953 Pater Stephan Hailand
- 1956 Frater Gumbert Schiedeck
- 1962 Frater Pankratius Wolf
- 1965 Frater Silvester Ganghofer
- 1971 Frater Donatus Wiedenmann (zurzeit Prior und Gesamtleiter in Neuburg an der Donau)
- 1977 Frater Emerich Steigerwald (zurzeit Prior in München und Provinzökonom der bayerischen Ordensprovinz der Barmherzigen Brüder[7])
- 1983 Frater Eduard Bauer (zurzeit Prior in Kostenz)
- 1986 Frater Donatus Wiedenmann (zurzeit Prior und Gesamtleiter in Neuburg an der Donau)
- 1987 Frater Adelmar Schmid
- 1989 Frater Rudolf Knopp (zurzeit Erster Generalrat der Generalleitung der Barmherzigen Brüder mit Sitz in Rom)
- 1992 Frater Timotheus Rohrmoser
- 1995 Frater Erhard Hildebrand
- 1998 Frater Ludwig Schmid
- seit 2010 Frater Erhard Hildebrand

Reichen/Opf. – Ehemalige Benediktinerabteikirche
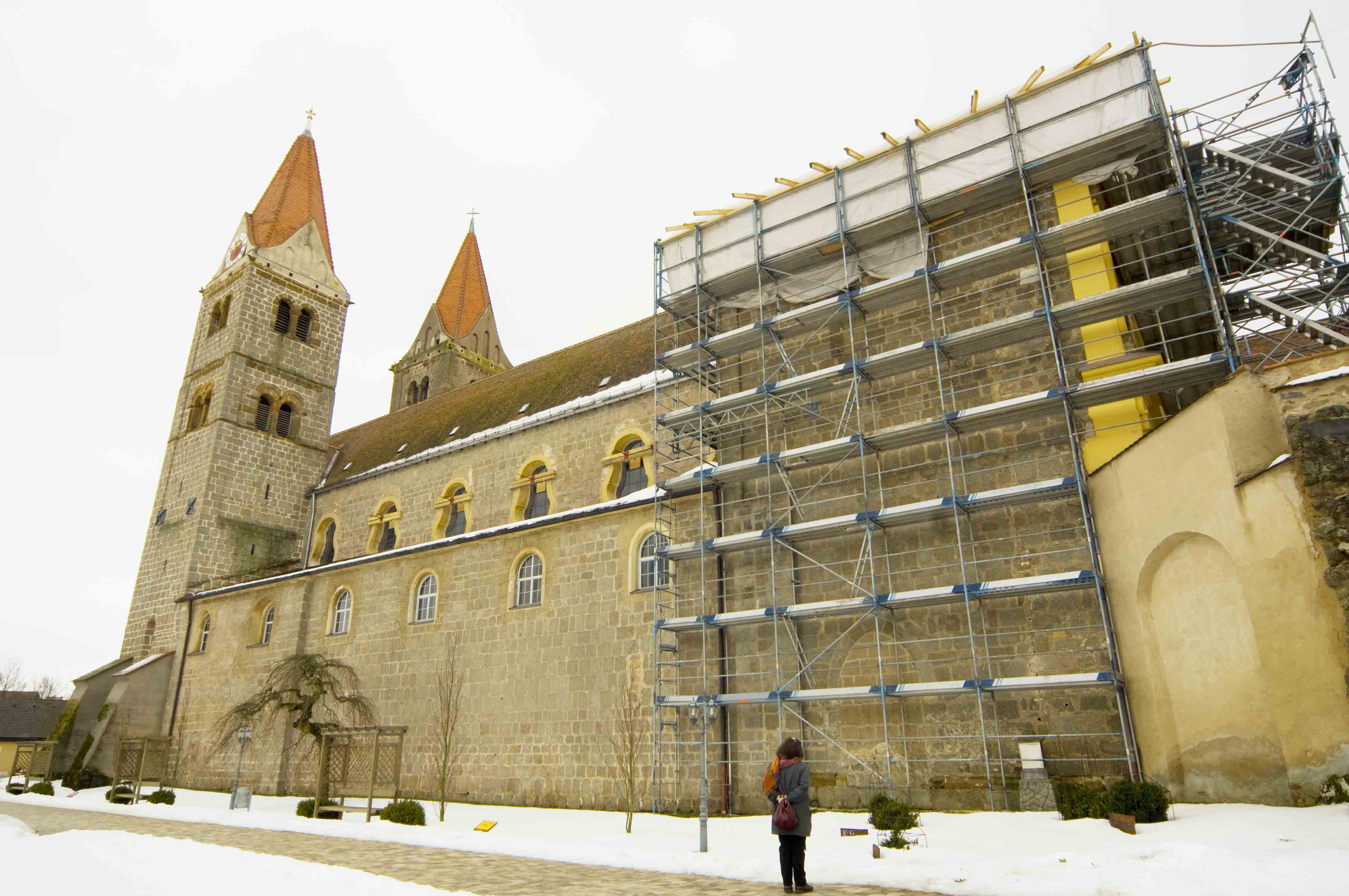
Seitenansicht
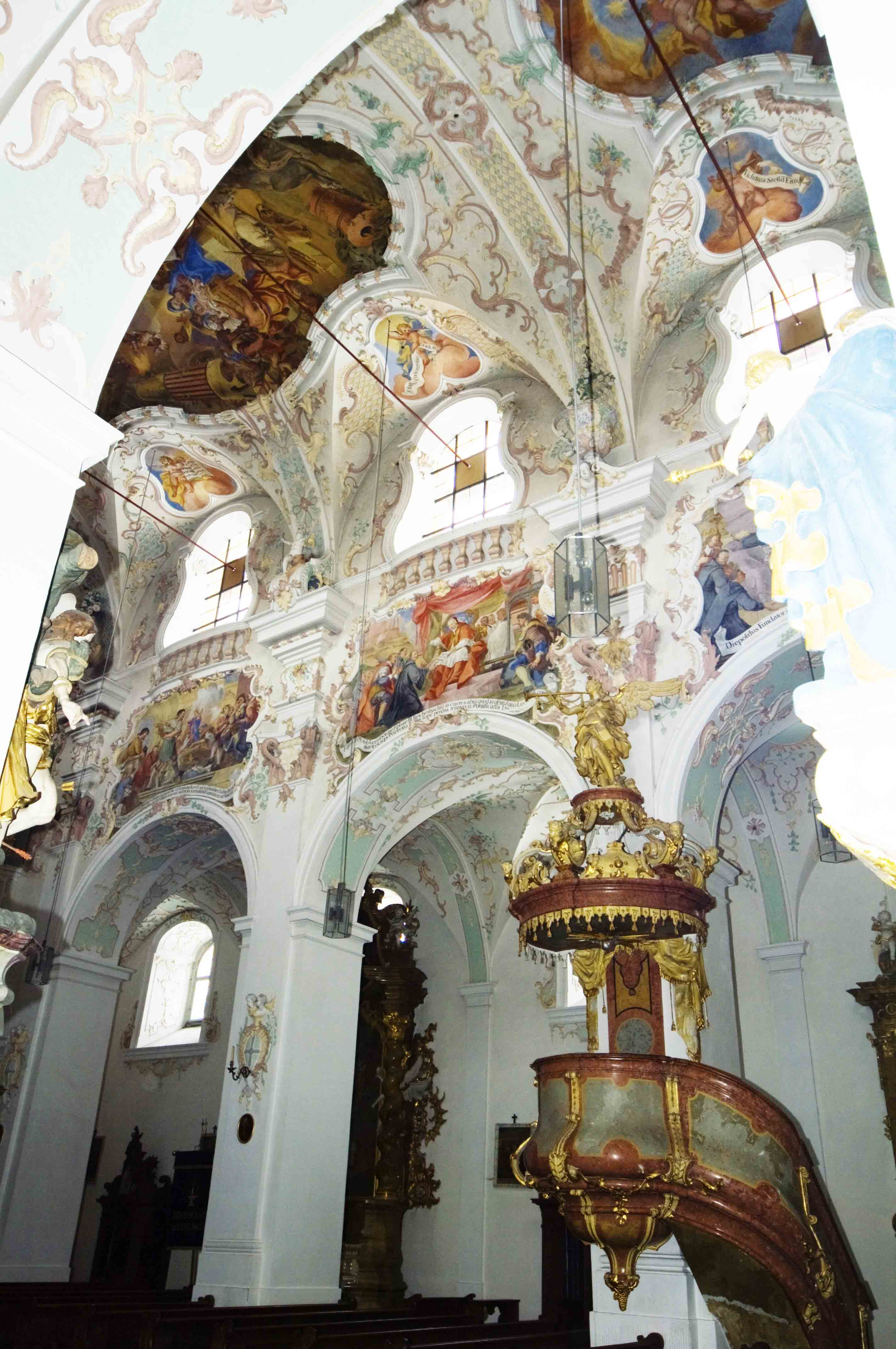
Innenschiff Südseite
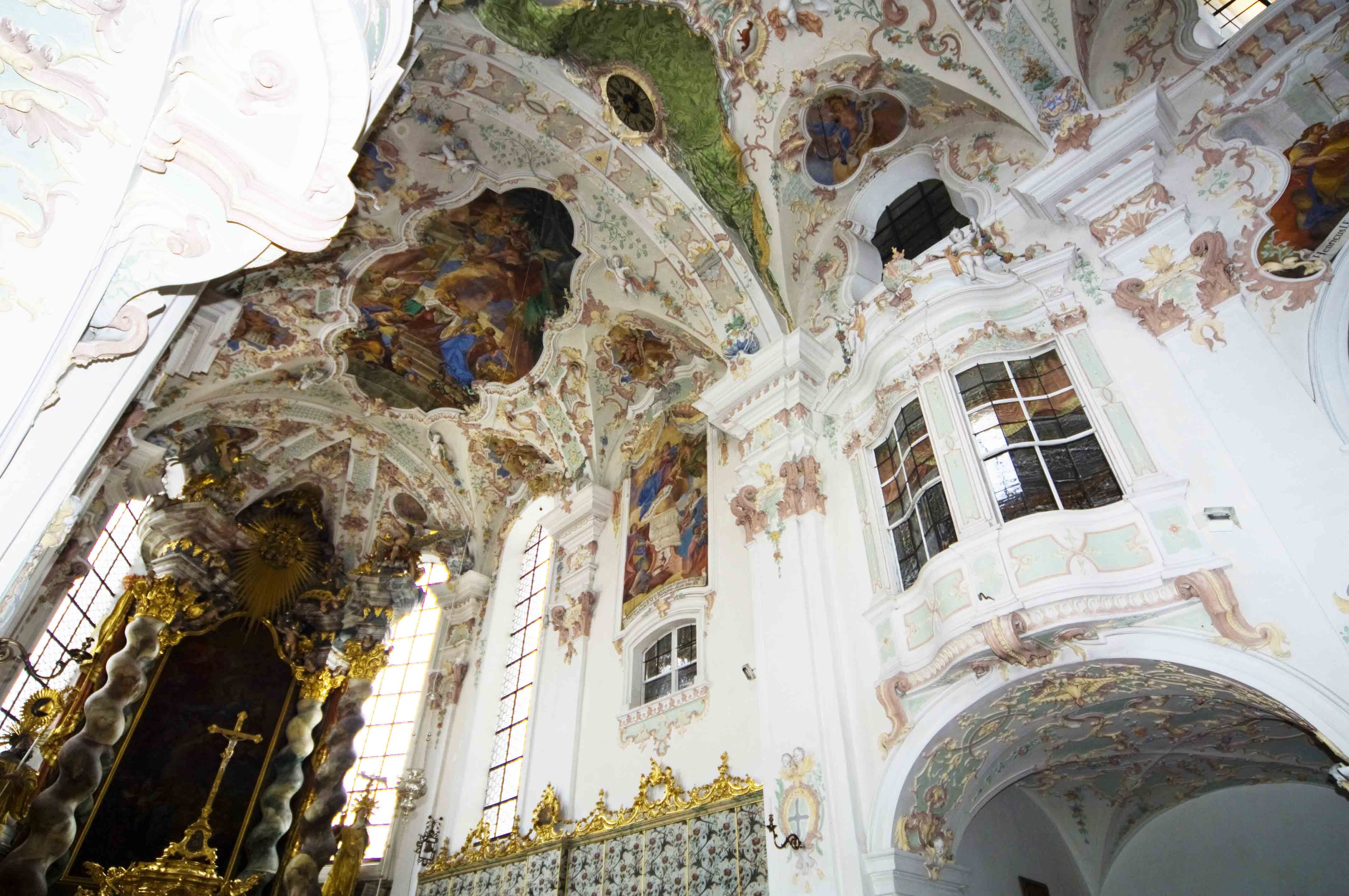
Innenschiff Nordseite
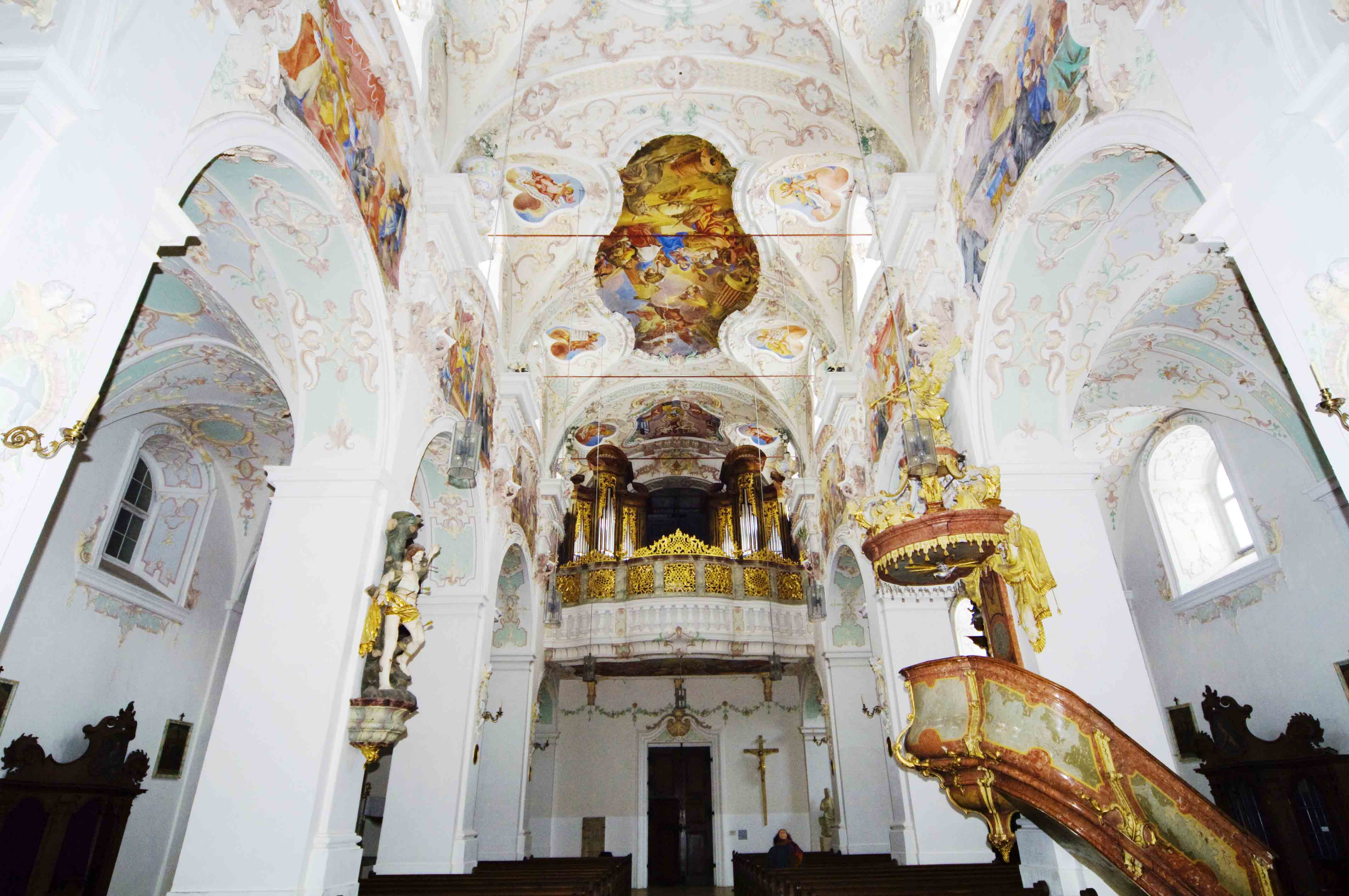
Innenschiff Westseite mit Orgelempore
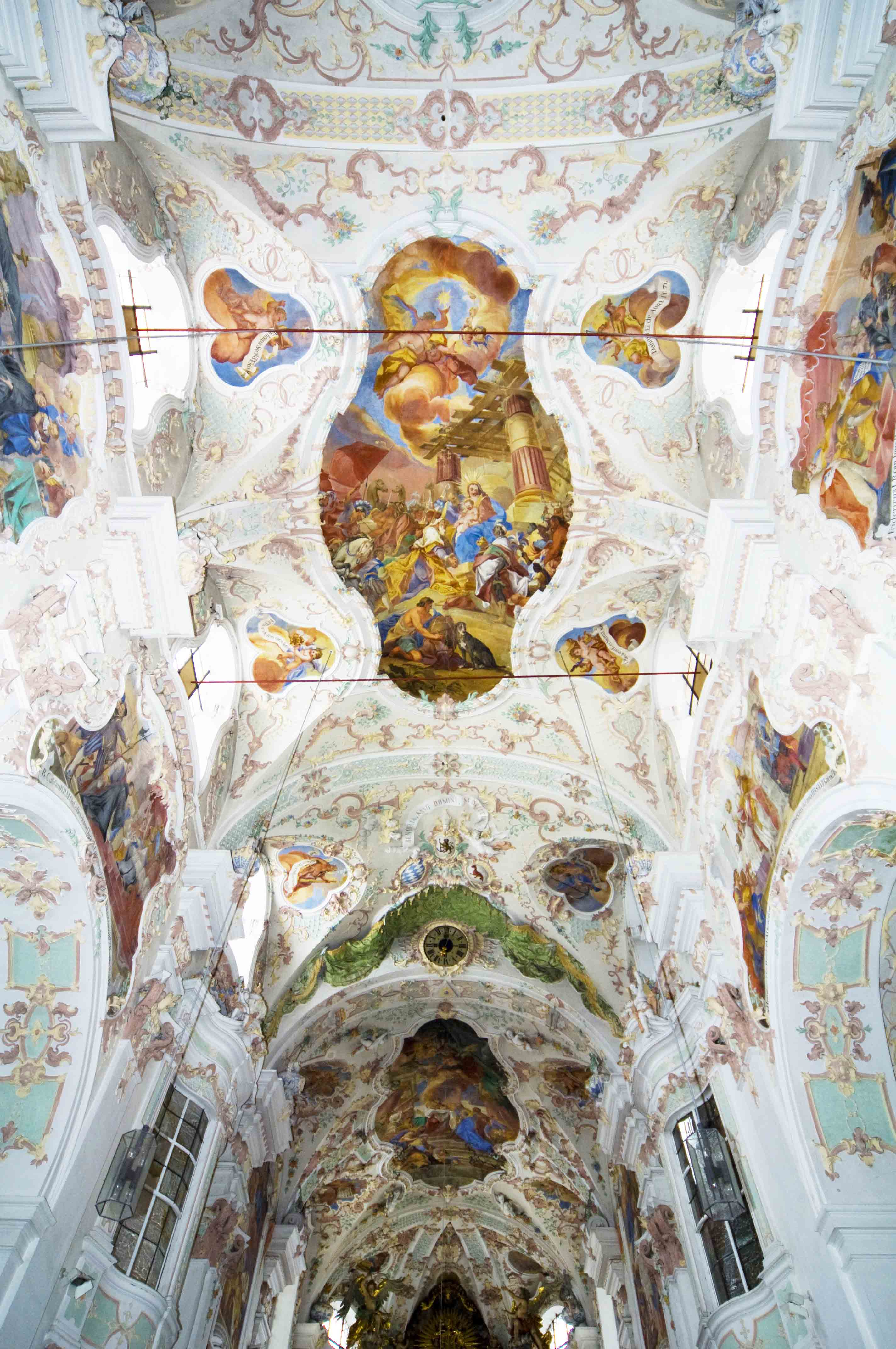
Innenschiff mit Decke
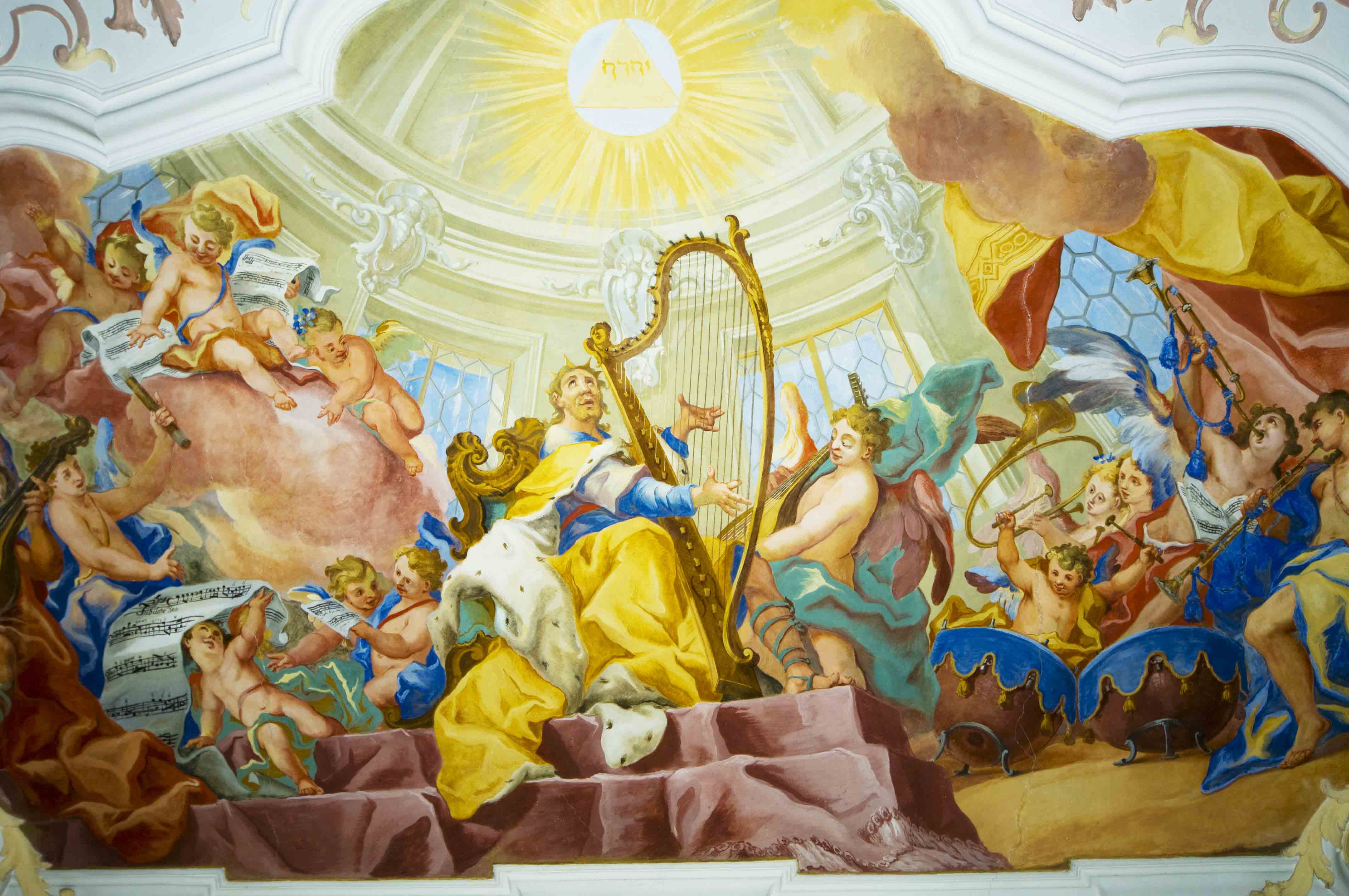
Deckenfresko unterhalb Orgelempore: König David – Johann Gebhard (1676–1756)
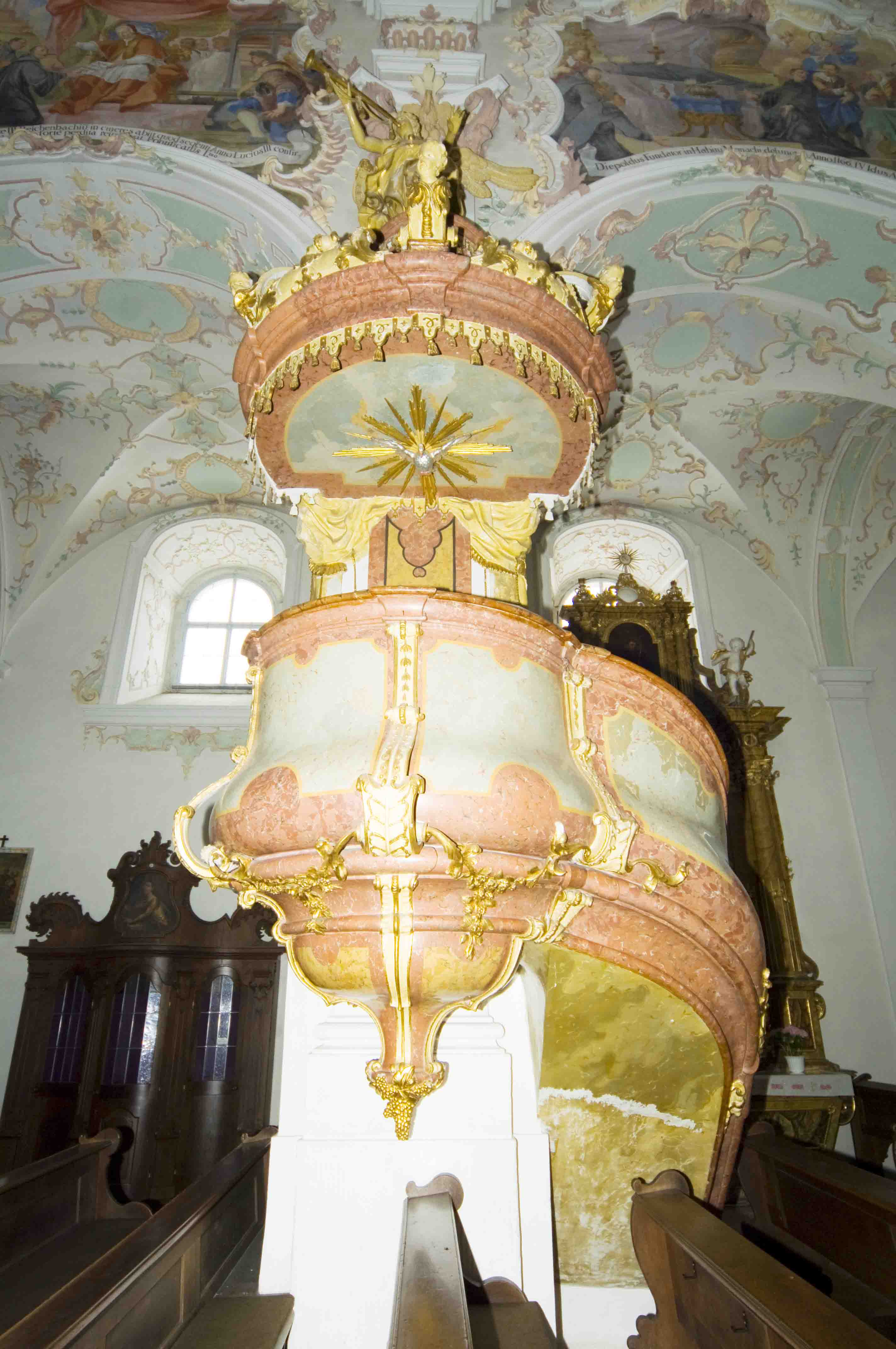
Kanzel